# 中山西路 (上海)
中山西路是橫跨中華人民共和國上海市長寧區與徐匯區的一條道路，北起蘇州河與中山北路相連，南至漕溪北路與中山南二路相連。道路全长5818米，道路上建有上海內環線高架。中山西路建於中華民国17年至19年间(1928年至1930年)，为纪念孙中山，道路命名為中山路。中華民国34年（1945年）更名為中山西路。沿路有上海商學院、上海立信會計金融學院和華亭賓館。